# بطولة ويمبلدون 2005
هنا قائمة ببطولات ويمبلدون سنة 2005:

## الكبار

### فردي رجال
روجيه فيدرير هزم  أندي روديك, 6-2, 7-6 (2), 6-4

### فردي سيدات
فينوس ويليامز هزم  ليندسي دافنبورت, 4-6, 7-6 (4), 9-7

### زوجي رجال
ستيفن هس و ويزلي مودي هزم  بوب براين و مايك براين, 7-6 (4), 6-3, 6-7 (2), 6-3

### زوجي سيدات
كارا بلاك و لايزل هوبر هزم  سفتلانا كوزنتسوفا و إيميلي موريسمو, 6-2, 6-1

### زوجي مختلط
ماري بيرس و ماهيش بوباثي هزم  تاتيانا بيريباينس و بول هانلي, 6-4, 6-2

## الشباب

### فردي أولاد
جيريمي شاردي هزم  روبن هاس, 6-4, 6-3

### فردي بنات
أنيشكا رادفانسكا هزم  تامايرا باسزيك, 6-3, 6-4

### زوجي أولاد
جيسي ليفينز و مايكل شاباز هزم  صامويل غروث و أندرو كيناوغه, 6-4, 6-1

### زوجي بنات
فيكتوريا أزارينكا و أجنيس سافاي هزم  مارينا إراكوفيتش و مونيكا نيكوليسكو, 6-7 (5), 6-2, 6-0